# Spöck (Kirchheim)

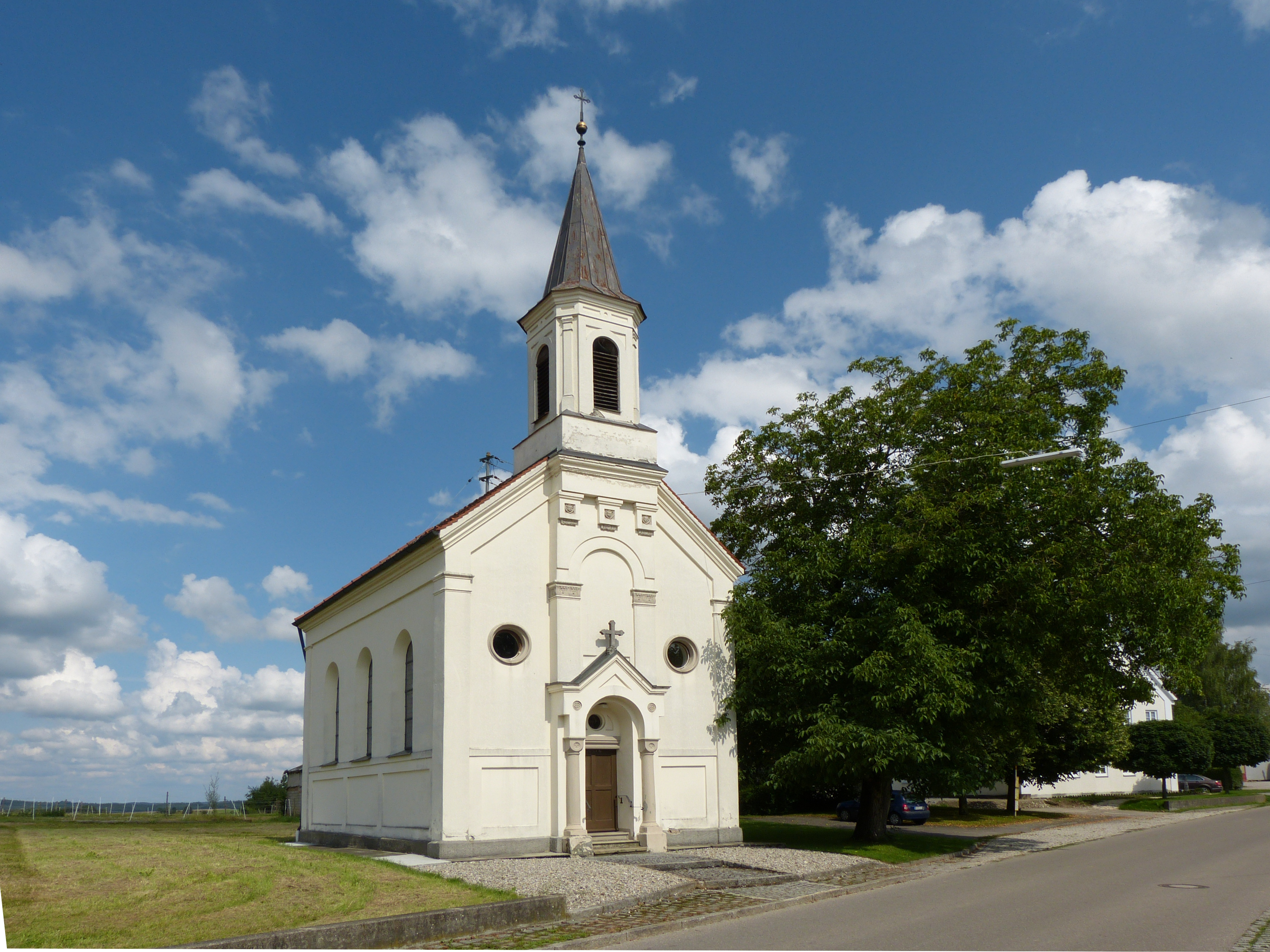
Ortskapelle St. Anna

Spöck ist ein Ortsteil des Marktes Kirchheim i. Schw. im Landkreis Unterallgäu.

## Geographie
Das Kirchdorf mit etwa 100 Einwohnern liegt direkt südlich von Kirchheim in Schwaben auf einem Höhenzug über der Flossach.

## Geschichte
Die erste urkundliche Erwähnung findet sich im Jahre 1187. Die erste Erwähnung der Mühle Diepenhofen ist von 1329. Im Jahr 1468 kam Spöck in den Besitz der Ritter von Schellenberg zu Kirchheim. Von 1492 bis 1809 wuchs Spöck von 14 auf 23 Anwesen. Von 1818 (Zweites Gemeindeedikt) bis 1978 war Spöck eine selbständige Gemeinde im Landkreis Mindelheim. Zum Abschluss der Gemeindegebietsreform wurde der Ort am 1. Mai 1978 in die Gemeinde Kirchheim in Schwaben eingegliedert und kam in den neuen Landkreis Unterallgäu.

## Sehenswürdigkeiten
- Kapelle St. Anna